# Теодор Пулиев
Теодор Пулиев (неизв. – 1868) е виден български търговец от периода на Българското възраждане. Той е основател на търговската къща „Пулиеви–Георгиеви“,[източник? (Поискан днес)] която играе ключова роля в развитието на търговията със зърнени храни между българските земи и големите търговски центрове по Дунава и Черно море. Един от пионерите на възрожденската търговска буржоазия, изиграл важна роля в развитието на българската икономика през XIX век.

## Биография
Точната дата и място на раждане на Теодор Пулиев не са известни. Вероятно произхожда от Свищов или района на Северна България, където търговията е интензивна още от края на XVIII век.
През 30-те години на XIX век Теодор Пулиев основава търговската фирма „Пулиеви–Георгиеви“ заедно с братята Евлогий и Христо Георгиеви. Основна дейност на фирмата е износът на зърнени храни, особено пшеница, от българските пристанища на Дунав (Свищов, Русе) към Влашко (Браила, Галац) и по-далечни пазари (Одеса).

## Търговска дейност
Фирмата се утвърждава като една от най-успешните търговски къщи на българите през Възраждането. Освен търговия със зърно „Пулиеви–Георгиеви“ инвестира в търговски кораби, складове и логистични мрежи.
След смъртта на Теодор Пулиев през 1868 г. търговската къща продължава да се управлява от синовете му Христо и Никола Пулиеви, както и от семейството Георгиеви. Под тяхно ръководство дейността се разширява още повече, особено в Румъния.

## Наследство
Теодор Пулиев оставя траен отпечатък върху българското търговско предприемачество. Фирмата, която основава, се превръща в еталон за организация, успех и патриотичен дух.[източник? (Поискан днес)][кой го твърди?] Семейство Пулиеви стават дарители на обществени каузи – училища, читалища и църкви.

## Вижте още
- Евлогий Георгиев
- Христо Георгиев